# برنارد لي رو
برنارد لي رو (بالإنجليزية: Bernard Le Roux)‏ هو لاعب اتحاد الرغبي جنوب أفريقي، ولد في 4 يونيو 1989 في جنوب أفريقيا.

## وصلات خارجية
- برنارد لي رو عل موقع إسبنسكروم (الإنجليزية)
- برنارد لي رو على موقع ItsRugby.co.uk (الإنجليزية)